# Eskandal
Der Eskandal war ein Volumenmaß in Marseille.
- 1 Eskandal = 802,7954 Pariser Kubikzoll = 15,925 Liter